# Situation d'apprentissage et d'évaluation
La situation d'apprentissage et d'évaluation ou simplement SAÉ est la situation didactique utilisée en France dans le cadre du BUT, depuis la rentrée scolaire de 2021. L'étudiant doit produire une SAÉ par unité d'enseignement et par semestre où il sera mis en situation professionnelle. Cet ajout dans le programme, fait en même temps que la réforme du DUT, s'inscrit dans la volonté d'améliorer l'intégration des élèves dans le milieu professionnel.
Le principe de SAÉ a d'abord été mis en place au Québec, par le Ministère de l'Éducation, Enseignement supérieur et Recherche (MEESR), par le biais du Programme de formation de l'école québécoise (PFEQ). Une SAÉ se définit comme un ensemble constitué d’une ou plusieurs tâches à réaliser par l’élève en vue d’atteindre le but fixé. Elle permet à l’élève, de développer et d’exercer une ou plusieurs compétences disciplinaires et transversales ; à l’enseignant, d’assurer le suivi du développement des compétences dans une perspective d’aide à l’apprentissage. Elle est donc centrée sur l'élève et préconise une approche constructiviste ou socioconstructiviste à l'école.
Au cours de la réalisation d'une SAÉ et des activités qu'elle implique, l'élève devra résoudre un ou des problèmes et accomplir une série de tâches visant la production d'un document, même modeste ou d'une œuvre médiatique (utilisant l'imprimé ou le numérique) consignant sa démarche et ses résultats et manifestant le développement de compétences spécifiques. Rappelons qu'une compétence est un savoir-agir fondé sur la mobilisation et l'utilisation d'un ensemble de ressources, dont les savoirs (ou connaissances-déclaratives, procédurales, conditionnelles), les savoir-faire (ou habiletés et habitudes, processus et démarches), et enfin les savoir-être (comportement, attitudes, croyances, etc.)
Une SAÉ sera significative si elle rejoint les orientations du Programme de formation, touche les centres d'intérêt des élèves et pose des défis à leur portée tout en permettant de mettre en évidence l'utilité des savoirs.
Une SAÉ comportera des suggestions de méthodes de travail et des instruments d'évaluation formative (tout au long du processus de réalisation du projet ou de l'activité). Elles doivent également s'inscrire en relation avec les domaines généraux de formation communs aux différentes disciplines et traiter d'un contenu disciplinaire.

## Rôles de l'enseignant
Si l'on suit les prescriptions du MELS l'enseignant se doit :
- D'assurer le développement des compétences et accompagner les élèves dans le développement de leurs compétences.
- De construire des SAÉ signifiantes, contextualisées, complexes et adaptées aux exigences du programme.
- D'ajuster ses interventions dans une perspective de différenciation des apprentissages et de choisir les stratégies pédagogiques appropriées.

On ajoute également : «dans le cadre de la conception d’un prototype (SAÉ), il est prévu que le cahier des charges soit fourni par l’enseignant. L’enseignant ne doit pas hésiter à adapter la tâche au niveau de compétence de ses élèves. Il donne des explications au besoin, répond à des questions, propose des pistes de solution, encadre de manière plus soutenue les élèves les moins autonomes et s’assure du respect des règles de sécurité en laboratoire ou en atelier. Par ailleurs, il est important que chacun tire profit de ses erreurs en comprenant qu’elles sont rarement dues au hasard.»

## Rôles de l'élève
Si l'on suit les prescriptions du MELS chaque élève :
- Est responsable de son apprentissage et doit s’engager activement dans le développement des compétences en mobilisant de multiples ressources.

## Les phases d'une SAÉ et leurs caractéristiques
Il existe une multitude de manières de construire une SAÉ. Ainsi, les phases ne se présentent pas nécessairement dans cet ordre et peuvent revenir plus d'une fois. De plus, il existe différentes terminologies utilisées pour nommer les phases. Celles ci-dessous sont utilisés et enseignées à l'Université du Québec à Chicoutimi dans les cours de didactique des mathématiques et des sciences.

### L'activation des connaissances antérieures
Cette phase consiste à partir d'un objet ou d'une mise en situation connue de l'élève et de se diriger vers des notions ou un sujet inconnu. Cette phase permet donc de faire une bonne révision, tout en tentant d'engager une procédure de résolution du problème. De plus, elle permet à l'enseignant de mesurer le « bagage » de connaissance que les élèves possèdent de manière à pouvoir adapter sa SAÉ et ses interventions. En somme, il s'agit de résoudre partiellement le problème à partir des conceptions initiales des élèves. Généralement, lors de cette phase on essaie également de piquer la curiosité des apprenants.

### La recherche
Lors de cette phase, les élèves devraient réaliser que les connaissances qu'ils ont acquises jusqu'à présent ne sont pas suffisantes pour résoudre le problème rencontré: ils font alors face à un conflit ou obstacle (socio)cognitif. Ils doivent rechercher d'autres moyens ou d'autres réponses mieux adaptés au problème. Lors de cette phase, les élèves sont très actifs; l'enseignant se doit de les laisser chercher.  Il agira plus comme un guide, par exemple en leur proposant des pistes de réflexion.

### L'explicitation
Lors de cette phase, les élèves sont amenés à verbaliser leurs explications ou leurs hypothèses qui seront validées progressivement par l'enseignant. Celui-ci se doit toutefois de respecter la liberté de manœuvre des élèves. Le retour en plénière est souvent utilisé lors de cette étape. La prise de notes peut être pratiquée durant cette phase, mais elle sera reprise dans la prochaine étape. 

### L'institutionnalisation
Cette phase permet de revenir sur les concepts importants pour s'assurer de la bonne compréhension. C'est lors de cette étape que les élèves auront à prendre des notes. L'enseignant intervient donc de manière directe (le plus souvent) et c'est le moment pour lui d’exposer les conventions, les définitions, les théories ou encore de faire des démonstrations. À la fin, tous les élèves devraient avoir accès au même bagage de connaissance.

### La familiarisation et réinvestissement
C'est le moment pour les élèves de mettre à profit ces nouvelles connaissances par le biais d'exercices et de problèmes à résoudre pertinents. Il y a donc un développement de savoir-faire, d'habitudes et de réflexes. L'évaluation se retrouve la plupart du temps lors de cette étape.

### Complexification
Cette phase se veut le moment idéal pour vérifier l'application des connaissances dans une situation différente (décontextualisation et recontextualisation). Lors de cette étape, la situation ou le problème est généralement plus complexe et va au-delà du contenu d'apprentissage de la SAÉ. Soumettre aux élèves des questions réflexives en lien avec l'objet de la SAÉ ou créer une ouverture vers une nouvelle SAÉ ou leçon sont deux méthodes pertinentes de faire une complexification.

## La diversité des SAÉ
Les SAÉ sont très diversifiés puisque la même phase d'une SAÉ à l'autre peut se vivre de manière complètement différente bien que les caractéristiques de base de la phase restent les mêmes. Ces variations et cette diversité sont souhaitables puisque le développement d’une compétence ou son évaluation ne peut se faire à partir d’une seule situation.
Voici quelques paramètres qui peuvent varier d'une SAÉ à l'autre:
- la nature et la complexité de la problématique qui constitue le cœur de la situation
- le nombre de tâches qui composent la situation
- le caractère plus ou moins familier des tâches proposées
- la nature des productions attendues
- les contraintes de temps et les modalités de réalisation
- la nature, l’ampleur et la complexité des ressources internes à mobiliser
- le type, la variété ou l’accessibilité des ressources externes à exploiter
- les attentes relatives à l’explicitation des démarches et des processus utilisés

## Critère de qualité d'une SAÉ
Les critères ci-dessous sont ceux du MELS.

### Contextualisation
Une situation est contextualisée dans la mesure où elle s’inspire de phénomènes naturels, de questions d’actualité, de problèmes du quotidien ou de grands enjeux de l’heure.

### Ouverture
Une situation est ouverte lorsqu’elle présente des données de départ susceptibles de fournir différentes pistes de solution.

### Intégration
Une situation est intégrative lorsqu’elle permet de mobiliser des connaissances issues des différents univers du contenu de formation.

### Diversification
Une situation peut générer des activités d’apprentissage diversifiées dans la mesure où l’élève est appelé à jouer plusieurs rôles.

### Programme de formation de l'école québécoise
http://www1.mels.gouv.qc.ca/sections/programmeFormation/index.asp

## Primaire
- http://evaleta.scedu.umontreal.ca/wordpress/banquesae/banque/ : Banque de situations d'apprentissage et d'évaluation, Université de Montréal

## Secondaire
- http://www.ecoledessciences.uqam.ca/
- :  École montréalaise pour l'enseignement des sciences et de la technologie, UQÀM

## Primaire et Secondaire
- http://www2.cslaval.qc.ca/cdp/pages/documentation.html : Le Centre de développement pédagogique pour la formation générale en science et technologie
- http://www.recitus.qc.ca/?item=62&PHPSESSID=0be7be94e12158ee329b36f924553022 : Le Service national du RÉCIT de l’univers social

### Progression des apprentissages au secondaire
http://www1.mels.gouv.qc.ca/progressionSecondaire/

### Théorie des situations didactiques
- Théorie des situations didactiques
- Guy Brousseau, La théorie des situations didactiques [PDF]